# Messerschmitt M18
Die M18 war ein einmotoriges Verkehrsflugzeug für vier Passagiere, das zwischen 1925 und 1934 in vier verschiedenen Varianten von der Bayerische Flugzeugwerke AG hergestellt wurde. Konstruktiv war es ein in Ganzmetallbauweise gefertigter freitragender Schulterdecker mit Heckspornfahrwerk und freitragendem Normalleitwerk.

## Geschichte
Theodor Croneiß, der Begründer der Nordbayrischen Verkehrsflug GmbH Fürth beauftragte 1925 den jungen Willy Messerschmitt, der auf der Suche nach Aufträgen für seinen Flugzeugbau Messerschmitt GmbH war, ein speziell für den Zubringerverkehr geeignetes kleines Verkehrsflugzeug zu entwickeln. Es sollte eine viersitzige Maschine mit einem Metallrumpf entwickelt werden, die den Festigkeitsvorschriften für Verkehrsflugzeuge genügen und nicht mehr als 25.000 Reichsmark kosten sollte. Dieser Preis entsprach damals etwa einem Drittel des Preises der Konkurrenzflugzeuge. Messerschmitt entwickelte daraufhin ab Herbst 1925 die M18. Als Triebwerk war der luftgekühlte 7-Zylinder-Sternmotor Sh 11 von Siemens & Halske mit 80 PS Startleistung vorgesehen. Als erstes entstand eine Holzattrappe, um die Sitzanordnung des anfangs für einen Flugzeugführer und drei Fluggäste ausgelegten Flugzeugs zu ermitteln. In Folge ging Messerschmitt dann zu einer Ganzmetallbauweise über und baute die ersten zwei Exemplare mit den Werknummern 27 und 28. Der erste Prototyp der M18a vollzog mit Theo Croneiß seinen Erstflug am 15. Juni 1926. Er wurde am  26. Juli 1926 von der Nordbayerischen Verkehrsflug Fürth in Dienst gestellt, die insgesamt 19 Maschinen abnahm. Die zweite M18a erhielt als Motor einen Sh 12 mit 100 PS und konnte dank des stärkeren Antriebs für vier Passagiere ausgelegt werden, was beibehalten wurde. Insgesamt wurden bis 1934 26 Flugzeuge dieses Typs in vier verschiedenen Varianten gebaut. Die abgebildete Maschine gehörte der Schweizer Ad Astra Aero.

## Versionen
- M18a mit Siemens & Halske Sh 11, 80 PS
- M18b mit Siemens & Halske Sh 12, 100 PS
- M18c mit Armstrong Siddeley Lynx, 220 PS
- M18d mit Walter Mars, Armstrong Siddeley Lynx, Argus As 10c oder Wright Whirlwind, (155 PS bis 326 PS)

## Technische Daten

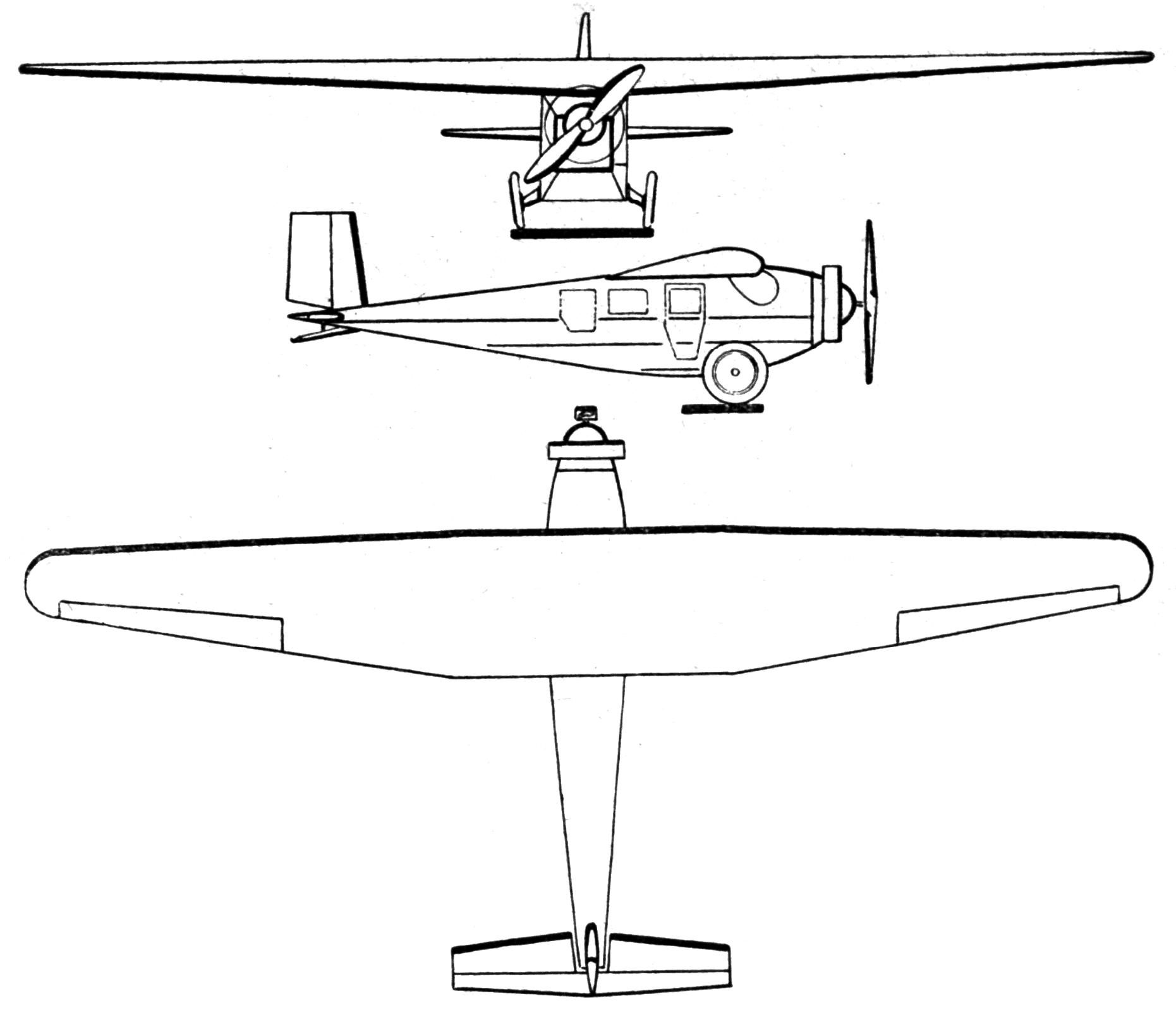
Dreiseitenansicht Messerschmitt M18b

| Kenngröße             | Daten Messerschmitt M18b                                        |
| --------------------- | --------------------------------------------------------------- |
| Besatzung             | 1                                                               |
| Passagiere            | 4                                                               |
| Länge                 | 8,00 m                                                          |
| Spannweite            | 15,70 m                                                         |
| Höhe                  | 2,50 m                                                          |
| Flügelfläche          | 24,80 m²                                                        |
| Flügelstreckung       | 9,9                                                             |
| Leermasse             | 650 kg                                                          |
| max. Startmasse       | 1200 kg                                                         |
| Reisegeschwindigkeit  | 140 km/h in 2000 m Höhe                                         |
| Höchstgeschwindigkeit |                                                                 |
| Dienstgipfelhöhe      | 2700 m                                                          |
| Reichweite            | 435 km                                                          |
| Triebwerk             | ein Neunzylindermotor Siemens & Halske Sh 12 mit 100 PS (74 kW) |